# جورج فريدريك هولمز
جورج فريدريك هولمز (بالإنجليزية: George Frederick Holmes)‏ هو مدرس أمريكي، ولد في 1820، وتوفي في 1897.